# Organización territorial de Maldivas
Las Maldivas se componen de veintiséis atolones naturales los cuales han sido organizados en veinte administraciones de atolones y una ciudad. El atolón en el extremo norte del archipiélago es el atolón Haa Alif y el del extremo sur es el atolón Seenu. El más pequeño es el atolón Gnaviyani que posee sólo una isla que es la mayor isla de Maldivas. El mayor atolón de Maldivas es el Atolón Gaafu Alif, el cual se encuentra al sur del "Canal de un grado y medio".
Cada atolón es administrado por un Jefe del Atolón (Atholhu Veriyaa) que es designado por el presidente (Maumoon Abdul Gayoom). Los jefes de los atolones llevan la administración según las instrucciones que reciben del presidente. La responsabilidad por la administración de los atolones es compartida entre el Ministerio de la administración de atolones y sus oficinas regionales Sur y Norte, y las oficinas de atolones e islas. El jefe administrativo de cada isla es el Jefe de la isla (Katheeb), que es designado por el presidente. El jefe inmediato superior del Jefe de Isla es el Jefe de Atolón.

## Divisiones administrativas
Maldivas está dividido en estos 20 distritos administrativos y su capital Malé. La principal peculiaridad es que la mayoría de los nombres de los atolones son letras del alfabeto thaana:

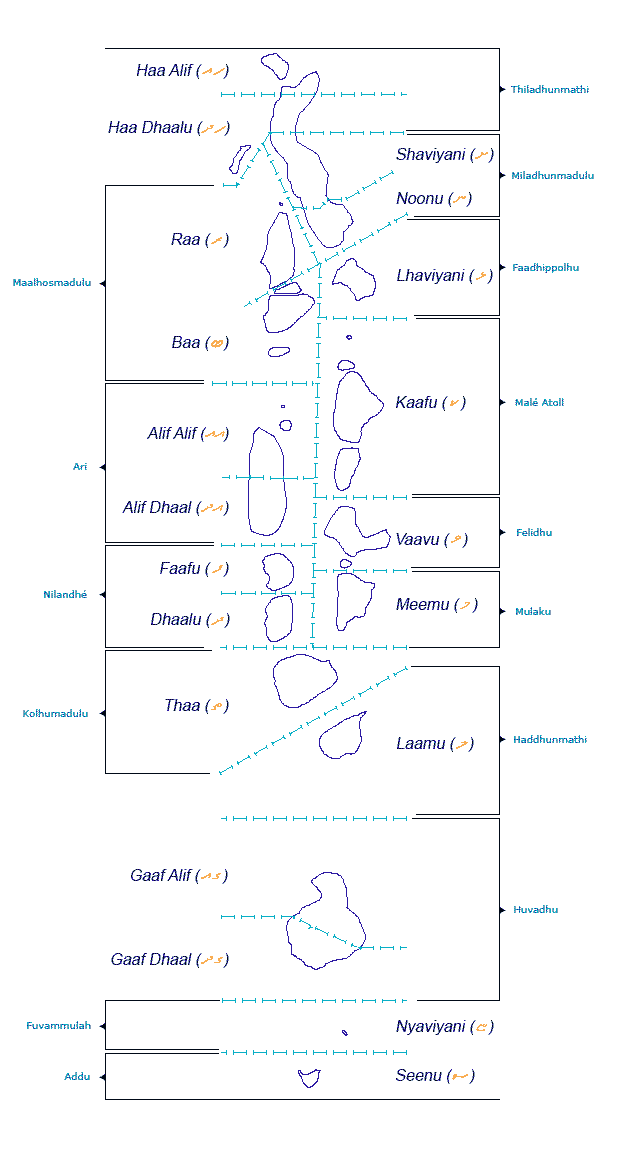
Mapa político-administrativo de Maldivas.

| Letra | Abreviatura | Letra local | Nombre Administrativo | División Primaria |
| A     | HA          | ހއ          | Haa Alif              | Thiladhunmathi    |
| B     | HDh         | ހދ          | Haa Dhaalu            | Thiladhunmathi    |
| C     | Sh          | ށ           | Shaviyani             | Miladhunmadulu    |
| D     | N           | ނ           | Noonu                 | Miladhunmadulu    |
| E     | R           | ރ           | Raa                   | Maalhosmadulu     |
| F     | B           | ބ           | Baa                   | Maalhosmadulu     |
| G     | Lh          | ޅ           | Lhaviyani             | Faadhippolhu      |
| H     | K           | ކ           | Kaafu                 | Malé              |
| U     | AA          | އއ          | Alif Alif             | Ari               |
| I     | ADh         | އދ          | Alif Dhaal            | Ari               |
| J     | V           | ވ           | Vaavu                 | Felidhu           |
| K     | M           | މ           | Meemu                 | Mulaku            |
| L     | F           | ފ           | Faafu                 | Nilandhé          |
| M     | Dh          | ދ           | Dhaalu                | Nilandhé          |
| N     | Th          | ތ           | Thaa                  | Kolhumadulu       |
| O     | L           | ލ           | Laamu                 | Haddhunmathi      |
| P     | GA          | ގއ          | Gaafu Alif            | Huvadhu           |
| Q     | GDh         | ގދ          | Gaafu Dhaalu          | Huvadhu           |
| R     | Gn          | ޏ           | Gnaviyani             | Fuvammulah        |
| S     | S           | ސ           | Seenu                 | Addu              |
| -     | -           | މާލެ          | Malé                  | Maale Uthuruburi  |